# Batocera una
Batocera una är en skalbaggsart som beskrevs av White 1858. Batocera una ingår i släktet Batocera och familjen långhorningar.
Artens utbredningsområde är Vanuatu. Inga underarter finns listade.